# الجامعة التونسية للكيك والتاي بوكسينغ السافات والأنشطة التابعة
الجامعة التونسية للكيك والتاي بوكسينغ السافات والأنشطة التابعة (بالفرنسية: Fédération Tunisienne De Kick-thaï-boxing Savate Et Desplines Associées)‏ هي جامعة رياضية تونسية، تشرف على رياضة الكيك بوكسينغ، الموياي تاي والسافات في تونس.

## الأهداف
تهدف الجامعة إلى:
- تنظيم وتطوير ومراقبة ممارسة رياضة الكيك بوكسينغ، الموياي تاي والسافات بمختلف أشكالها على التراب التونسي.
- إدارة وتنسيق أنشطة الجمعيات التي تضم الأعضاء الممارسين لرياضة الكيك بوكسينغ، الموياي تاي والسافات بمختلف أشكالها.
- الدفاع عن مصالح رياضة الكيك بوكسينغ، الموياي تاي والسافات في تونس.

## المسيرون
- الرئيس : على الديوري

## مقالات ذات صلة
- كيك بوكسينغ
- موياي تاي
- سافات

## وصلة خارجية
- الموقع الرسمي للجامعة التونسية للكيك والتاي بوكسينغ السافات والأنشطة التابعة.